# Всесвітній уйгурський конгрес
Всесвітній уйгурський конгрес (World Uyghur Congress, WUC) є міжнародною організацією, яка представляє спільні інтереси уйгурського народу, як у Східному Туркестані, так і за його межами.

## Історія
Перша уйгурська організація, яка об'єднала більшу частину уйгурських громад, була створена у грудні 1992 року в Стамбулі і отримала назву Національний конгрес Східного Туркестану. Через шість років у грудні 1998 року також у Стамбулі на з'їзді понад сорока уйгурських лідерів і приблизно трьохсот представників уйгурських громад із 18 країн цю організацію було перейменований на Східно-Туркестанський національний центр (СТНЦ). Спочатку штаб-квартира СТНЦ була в Туреччині, але під тиском Китаю, центр перебазувався в Мюнхен.
16 квітня 2004 року СТНЦ перетворено на Всесвітній уйгурський конгрес, об'єднавши всі групи вигнаних уйгурів, включно з Американською асоціацією уйгурів (UAA) і Конгресом уйгурської молоді. На даний час президентом організації є Рабія Кадир, обрана на цю посаду в 2006 році. Помітна учасниця ділового життя і політична активістка Кадир перебуває у вигнанні у Сполучених Штатах з 2005 року після шести років ув'язнення в Китаї за звинуваченням у «розголошенні державної таємниці».

## Ідеологія та цілі
Ідеологією ВУК є уйгурський націоналізм. Історично уйгурський націоналізм нарівні з пантюркізмом у русі опору уйгурів почав переважати з початком XX століття, засновниками його були лідери ТІРСТ (Тюркська Ісламська Республіка Східний Туркестан) Сабіт Дамулла Абдулбакі, Мухаммад Імін Богра і Айса Юсуп Альптекіном. ВУК ставить за мету досягнення справжньої автономії Синьцзян-Уйгурського автономного району в рамках КНР, що відповідає конституції КНР. Дотримується принципово ненасильницьких методів боротьби і засуджує будь-які прояви екстремізму.

## Діяльність
Діяльність організації полягає насамперед у правозахисній діяльності, моніторингу порушень прав уйгурів у КНР і за його межами. ВУК також веде активну пропагандистську діяльність із критики КПК, співпрацює з Тибетським урядом у вигнанні, китайськими дисидентами, правозахисними організаціями. Організація має представництва в Австралії, США, Великій Британії, Туреччині, Бельгії, Канаді, Нідерландах, Киргизії, Швеції та інших країнах.
| Посада                            | Ім'я                                                                                  | Місцезнаходження                                   |
| --------------------------------- | ------------------------------------------------------------------------------------- | -------------------------------------------------- |
| Президент                         | Рабія Кадир                                                                           | США                                                |
| Почесний голова                   | М. Різа Бекін                                                                         | Туреччина                                          |
| Головний радник                   | Еркін Алптекін                                                                        | Німеччина                                          |
| Віце-президент                    | Саїт Тумтурк Кахріман Хожамбердієв Омар Канат Аскар Жан Самат Абла Абдуміталіп Іміров | Туреччина Казахстан США Німеччина Норвегія Бельгія |
| Генеральний секретар              | Долкун Айса                                                                           | Німеччина                                          |
| Заступники Генерального секретаря | Аркін Ам'ят Абдурешит Турдієв Туйгун Абдувелі                                         | Туреччина Казахстан Канада                         |
| Представники                      | Дільшат Решит Алім Сеітов                                                             | Швеція США                                         |

Проте, китайський уряд визначає Конгрес і групи, що приєдналися до нього, як терористичну організацію, яка використовує законне прикриття для незаконної мети — відділення уйгурів від Китаю. Багато лідерів ВУК оголошені в міжнародний розшук. КНР також звинуватило ВУК в організації масових протестів в Урумчі 5 липня 2009 року.